# Dion Dublin
Dion Dublin, född 22 april 1969 i Leicester, är en engelsk före detta fotbollsspelare. Dublin inledde sin karriär som mittback i Norwich City, men sadlade om till anfallare i Cambridge United. Efter sin spelarkarriär har Dublin verkat som expertkommentator för bland annat Sky Sports och BBC.

## Meriter
- FA Charity Shield: 1994
- Scottish League Cup: 2006
- Scottish Premier League: 2006
- Premier League Golden Boot: 1998